# Soledad Villafranca Los Arcos
Soledad Villafranca Los Arcos (Aoiz, Navarra, 1880 - Barcelona, 1948) fou una anarquista i pedagoga de l'Escola Moderna fundada pel seu company sentimental Francesc Ferrer i Guàrdia.
Va néixer a un petit municipi de Navarra, on era la cinquena d'una família de nou germans. El seu pare era sergent d'artilleria i treballava a la guàrdia foral, i quan va morir el 1885 la seva mare es traslladà amb tots els fills a Pamplona, on tenia un estanc. Cap al 1902 emigrà amb tota la seva família a Barcelona, on començà a treballar com a mestra d'estudis elementals a l'Escola Moderna de Francesc Ferrer i Guàrdia. Allí va conèixer el bibliotecari de l'escola Mateu Morral i Roca, de qui es va fer amiga.
Després de l'atemptat contra Alfons XIII i Victòria Eugènia el 31 de maig de 1906 comès per Morral, molts dirigents de l'escola, com Ferrer i la mateixa Soledad, en foren acusats de còmplices, però a diferència de Francesc Ferrer, no fou arrestada, tot i que alguns afirmaren que Morral ho havia fet per demostrar el seu valor a Soledad. Quan el juliol de 1907 Ferrer fou totalment exonerat dels fets van fer plegats una gira propagandística per diversos països d'Europa per donar a conèixer la pedagogia de l'Escola Moderna. El 1909 també van recórrer Andalusia fent propaganda anarquista.
Quan esclataren els fets de la Setmana Tràgica (juliol de 1909) en fou acusada de complicitat, obligada a declarar contra Francesc Ferrer i Guàrdia i el 19 d'agost fou desterrada a Alcanyís i a Terol amb la seva mare i els seus germans. Des d'allí intentà salvar la vida del seu company amb noves declaracions i fins i tot demanant clemència a la Reina, però no va servir de res.
Després de la seva mort, Ferrer li va llegar el dret d'ús de Mas Germinal, on es trobava l'Escola Nova. Durant uns anys es dedicà a reivindicar la memòria de Ferrer i es relacionà amb cercles anarquistes europeus. El 1913, però, fou acusada sense proves d'haver seduït Manuel Pardiñas perquè cometés l'atemptat contra José Canalejas. El 1914 es va casar amb l'empresari de carbons alemany Karl Woessner i abandonà qualsevol aventura política. Durant la guerra civil espanyola va marxar a Colònia. A la fi de la contesa va tornar a Barcelona, on va morir el 1949.